# بريت هالاند
بريت هالاند (بالإنجليزية: Bret Haaland)‏ هو مخرج رسوم متحركة ورسام رسوم متحركة أمريكي، ولد في 1959.

## وصلات خارجية
- بريت هالاند على موقع IMDb (الإنجليزية)
- بريت هالاند على موقع قاعدة بيانات الفيلم (الإنجليزية)